# 부처손속

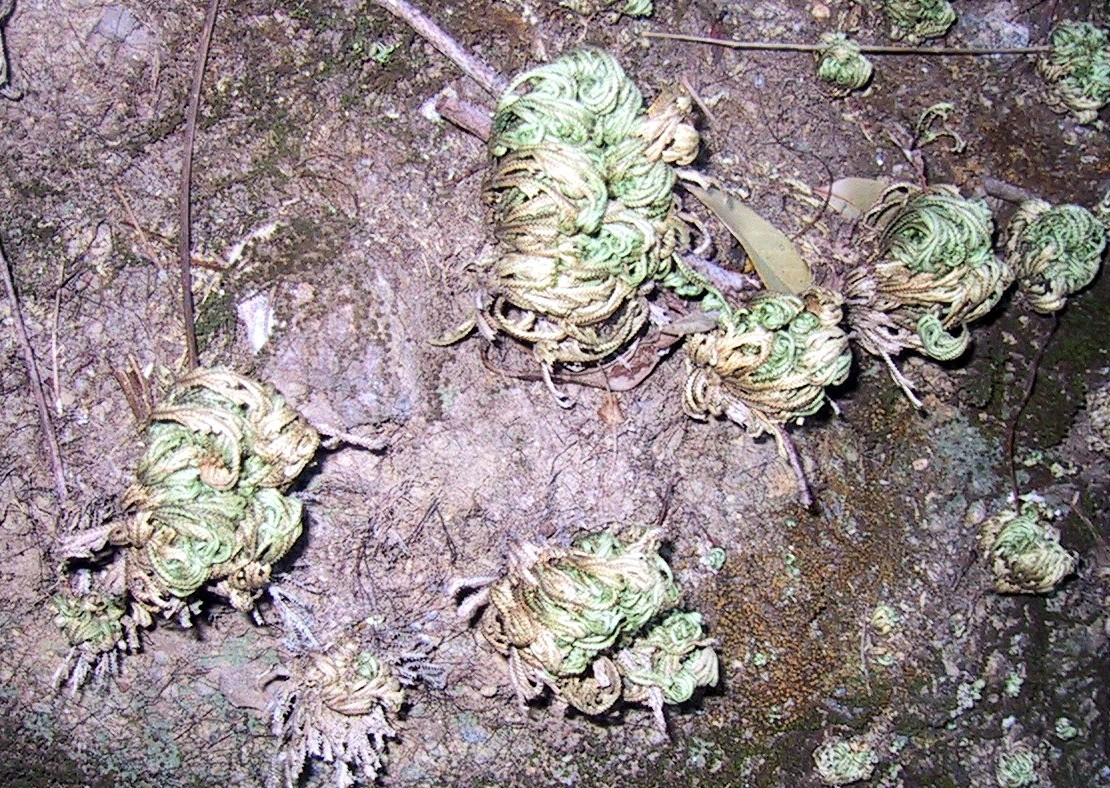
Curled up Selaginella tamariscina

부처손속 (Selaginella, 영어: spikemoss 또는 lesser clubmoss)은 부처손과에 속한다. 한국에 자생하는 대표종은 부처손(S. involvens)이다. 부처손은 불사초, 장생불사초, 회양초(回陽草), 권백 등의 다른 이름이 있다.

## 특징
담근체와 뿌리가 엉켜 줄기처럼 자란 끝에서 가지가 높이 20 cm 정도까지 사방으로 뻗어 자란다. 가지는 편평하게 갈라지며, 앞면은 녹색, 뒷면은 다소 흰빛을 띤다. 건조할 때는 가지가 수축되어 공처럼 되었다가, 습기가 있으면 다시 활짝 펴진다. 잎은 4줄로 배열되어 있는데, 끝이 실처럼 길며 그 가장자리에는 잔톱니가 있다. 포자낭 이삭은 잔 가지끝에 1개씩 달리며, 포자는 큰 것과 작은 것의 2종류가 있다.

## 일부 종
부처손속에는 약 700여 종이 있다.
| - S. acanthostachys - S. alopecuroides - S. apoda - S. arenicola - S. arizonica - S. arizonica x (S. eremophila) - S. arizonica x (S. rupincola) - S. arsenei - S. articulata - S. asprella - S. australiensis - S. balansae - S. bigelovii - S. bombycina - S. brooksii - S. caffrorum - S. caulescens - S. ciliaris - S. cinerascens - S. davidii - S. deflexa - S. densa - S. denticulata - S. diffusa - S. digitata - S. doederleinii - S. douglasii - S. dregei - S. echinata - S. elegans - S. eremophila - S. erythropus - S. exaltata - S. extensa - S. firmuloides - S. flabellata - S. flagellata - S. fragilis - S. frondosa | - S. gracillima - S. grisea - S. haematodes - S. hansenii - S. helioclada - 왜구실사리 (S. helvetica) - S. imbricata - S. indica - S. intermedia - 부처손 (S. involvens) - S. kerstingii - S. kraussiana - S. landii - S. lepidophylla - S. leucobryoides - S. lingulata - S. longiaristata - S. longipinna - S. lyallii - S. martensii - S. mayeri - S. moellendorffii - S. mollis - S. moratii - S. moritziana - S. mutica - S. myosurus - S. neomexicana - S. nivea - S. njamnjamensis - S. novae-hollandiae - S. oregana - S. pallescens - S. peruviana - S. pervillei - S. phillipsiana - S. pilifera - S. plana - S. polymorpha | - S. pulcherrima - S. pulvinata - S. pygmaea - S. radiata - S. remotifolia - 구실사리 (S. rossii) - S. roxburghii - S. rupestris - S. rupincola - S. sanguinolenta - S. sartorii - S. selaginoides - S. sellowii - S. sericea - S. serpens - 개실사리 (S. shakotanensis) - 실사리 (S. sibirica) - S. simplex - S. sinensis - 개부처손 (S. stauntoniana) - S. steyermarkii - S. suavis - S. sulcata - 바위손 (S. tamariscina) - S. tortipila - S. uliginosa - S. umbrosa - S. uncinata - S. underwoodii - S. utahensis - S. vardei - S. viticulosa - S. vogelii - S. wallacei - S. watsonii - S. weatherbiana - S. wightii - S. wildenowii - S. wrightii |

## 계통 분류
다음은 2019년 현재 제안된 석송류의 계통 분류이다.<
| 석송강   | 석송목                                                |
|          | 석송목                                                |
| 물부추강 | \| \| 물부추목 \| \| \| \| \| \| 부처손목 \| \| \| \| |
|          | \| \| 물부추목 \| \| \| \| \| \| 부처손목 \| \| \| \| |
|          | 물부추목                                              |
|          |                                                       |
|          | 부처손목                                              |
|          |                                                       |

|  | 물부추목 |
|  |          |
|  | 부처손목 |
|  |          |

## 참고 자료
- 이 문서에는 다음커뮤니케이션(현 카카오)에서 GFDL 또는 CC-SA 라이선스로 배포한 글로벌 세계대백과사전의 내용을 기초로 작성된 글이 포함되어 있습니다.